# Johann Joachim Bellermann
Pour les articles homonymes, voir Bellermann.
Johann Joachim Bellerman (né le 23 septembre 1754 à Erfurt et mort le 25 octobre 1842 à Berlin) est un philologue, théologien et sémitiste prussien.

## Biographie
Bellermann est le fils du fabricant de perruques et d'articles en laine Johann Martin Bellermann (1716-1800) et de sa 2e épouse Kunigunde Elisabeth (née Nonne, 1723–1793), sœur du fabricant de porcelaine Christian Nonne (1733–1813). Son frère aîné est Johann Philipp Bellermann (1745-1819), qui s'installe à Rudolstadt. Son jeune frère Johann Bartholomäus Bellermann (1756-1833) devient peintre et fabricant de xylothèques. Bellermann étudie d'abord à l'école protestante de l'église de Barfüß et de 1768 à 1772 au lycée municipal évangélique d'Erfurt (de). Il entreprend alors des études de philosophie et de théologie à l'université d'Erfurt jusqu'à Pâques 1775. Il suit des cours d'arabe et d'hébreu avec Justus Friedrich Froriep (de), d'histoire politique avec Johann Georg Meusel, de philosophie et de logique avec Johann Christian Lossius (de), et poursuit ses études de philologie classique à Göttingen avec Christian Gottlob Heyne, Jeremias Nicolaus Eyring (de) et Eberhard Gottlob. Glandorf (1750–1794). Dans le domaine des études théologiques et orientales, ses professeurs sont Johann David Michaelis, Johann Peter Miller (de) et Christian Wilhelm Franz Walch.
Comme il a déjà passé et réussi l'examen de candidature au ministère à Erfurt en 1776, Bellermann se rend en Russie où il travaille de 1778 à 1781 comme précepteur et éducateur en Estonie avec le baron Clodt von Jürgensburg à Peuth, Kind et Reval. À l'hiver 1781, il se rend à Saint-Pétersbourg pour y privatiser. En 1782, il retourne en Saint-Empire, s'établit à l'Université d'Erfurt et devient le 13 février 1784 professeur dans cette institution. En 1794, Bellermann prend le poste de directeur du lycée de la ville à Erfurt, mais en 1803, il reçoit une offre de l'Université de Dorpat pour occuper un poste de professeur d'histoire de l'Église et de littérature théologique, qu'il refuse. D'autre part, en 1804, il accepte l'appel à prendre la direction du lycée berlinois du monastère franciscain en tant que successeur du pédagogue Friedrich Gedeke. Lui et sa famille déménagent dans ce qui est alors la capitale prussienne. Il réside à Alt-Berlin, Lehmgasse 14–17.
Après la fondation de l'université, il devient professeur agrégé de théologie et conseiller consistorial de cet établissement d'enseignement. En 1818, il devient conseiller consistorial et en 1833, il est admis à l'Académie Léopoldine
Dans son bureau du lycée, Bellermann préconise de donner plus de place aux sciences naturelles dans l'enseignement, et il réussit également à réintroduire les cours de musique, déjà abolis, dans les salles de classe. Il fait effectuer un certain nombre d'améliorations structurelles au complexe de bâtiments. Il amène des personnalités bien connues à cette école, dont Friedrich Ludwig Jahn. En 1828, il abandonne la direction de l'établissement d'enseignement. Son fils Johann Friedrich Bellermann (1795-1874) devient également enseignant et prend un poste d'enseignant ici en 1819, et en 1847, il devient le directeur de cette institution, jusqu'en 1867.

## Distinctions
- 1824 Chevalier de l'ordre de l'Aigle rouge 3e classe
- 1833 Remise du ruban à l'ordre de l'Aigle rouge de 3e classe

## Famille
Bellermann se marie  le 22 août 1790 dans l'église de Barfüß avec Christine Dorothea Juliane (née Schorch, 1769-1857), fille du conseiller Heinrich Wilhelm Schorch et de sa femme Juliane Christiana Magdalena (née Reinhardt). Le couple a plusieurs enfants :
- Christian Friedrich Bellermann (de), théologien
- Johann Friedrich Bellermann, philologue
- Friederike Bellermann (1805–1885) mariée en 1822 avec Karl August Sigismund Schultze (de)

Bellermann décède le 25 octobre 1842 et est enterré au cimetière Sainte-Marie et Saint-Nicolas (division I) dans le quartier de Prenzlauer Berg de Berlin.

## Travaux (sélection)
- Almanach der neuesten Fortschritte, Erfindungen und Entdeckungen in den spekulativen und positiven Wissenschaften. Keyser, Erfurt 1802 (disponible sur Internet Archive).
- Das graue Kloster in Berlin mit seinen alten Denkmälern. 4 Teile, Dieterici, Berlin 1823–1826 (Teil 1: digitale-sammlungen.de, Teil 4: opacplus.bsb-muenchen.de – mit Lebenslau).
- Handbuch der biblischen Literatur etc. 2. Auflage. Erfurt 1796–1804, 4 Bände.
- Geschichtliche Nachrichten aus dem Altertum über Essäer und Therapeuten. Berlin 1821.
- Die Urim und Thummim, die ältesten Gemmen. Ein Beitrag zur biblische-hebräischen Alterthumskunde. Verlag der Nicoleischen Buchhandlung, Berlin 1824 (disponible sur Internet Archive).
- Bemerkungen über phönikische und punische Münzen. 4 Programme. Erfurt 1812–1816.